# NGC 915
NGC 915 é uma galáxia lenticular (S0) localizada na direcção da constelação de Aries. Possui uma declinação de +27° 13' 18" e uma ascensão recta de 2 horas, 25 minutos e 45,5 segundos.
A galáxia NGC 915 foi descoberta em 5 de Setembro de 1864 por Albert Marth.